# Andreu Guerao
Pour les articles homonymes, voir Mayoral (homonymie).
Andreu Guerao Mayoral dit Andreu, né le 17 juin 1983 à Barcelone, est un footballeur professionnel espagnol. Il évolue au poste de milieu de terrain.
Son frère aîné, Antonio, était également footballeur professionnel.

## Biographie

### Un parcours difficile en Espagne
Formé chez le grand FC Barcelone, Andreu y fait ses classes puis ses débuts professionnels, avec le FC Barcelone B, l'équipe réserve du club, en troisième division. Toutefois, voyant que son avenir au Barça est limité à l'équipe réserve, il décide de quitter Barcelone à vingt-deux ans et rejoint le Málaga Club de Fútbol en 2005. Mais là aussi, l'entraîneur principal n'a pas confiance en lui, et c'est en réserve qu'il passe la saison. Désabusé, Andreu choisit alors un club de deuxième division, le Sporting de Gijón, pour enfin pouvoir jouer au haut niveau. Il y parvient, et après une saison difficile, Gijón crée la surprise en accédant à la Primera División, dix ans après l'avoir quittée. Andreu, qui avait déjà perdu sa place de titulaire l'année de la montée, ne joue pratiquement plus lors de sa première saison en première division, qui voit Gijón résister aux autres équipes et se maintenir. L'année suivante, le joueur, régulièrement blessé, passe la totalité de son temps sur le banc des remplaçants. 

### Se relance en Pologne
À l'hiver, Andreu est libéré par le Sporting. Contacté par plusieurs clubs, il effectue en décembre un essai avec le Skoda Xanthi, en Grèce. Finalement, il rejoint l'Europe de l'Est et la capitale polonaise, attiré par le célèbre joueur espagnol devenu entraîneur, José María Bakero, qu'il a déjà connu à Málaga. Au Polonia Varsovie, il signe un contrat d'une demi-saison, et rejoint le groupe en stage à Murcie. Régulièrement utilisé par son coach en championnat, il s'attire les faveurs des supporters en mai en marquant le seul but de son équipe lors du derby contre le Legia Varsovie. Il permet ainsi au Polonia de battre son rival pour la première fois à domicile depuis plus de soixante ans. Quelques semaines plus tard, il prolonge son contrat d'une saison. Malgré le changement d'entraîneur, Andreu ne perd pas sa place sur le terrain et joue à vingt-deux reprises. Mais devant la volonté du président de changer la majeure partie de l'effectif, l'Espagnol ne se voit pas proposer de nouveau contrat.

### Tente autre chose à Auckland, en Nouvelle-Zélande
En septembre 2011, Andreu rejoint le club néo-zélandais d'Auckland City.